# Рас Тавас
Рас Тавас (англ. Ras Thavas) — вигаданий персонаж, створений Едгаром Райсом Берроузом у його романі «Великий розум Марса» 1927 року. У рамках оповіді він є літнім марсіанським божевільним вченим з міста-держави Тунол, «великого розуму» з назви роману, досвідченого в хірургічній трансплантації мозку. Він бере головного героя Улісса Пакстона, землянина, який щойно прибув на планету, і виховує його за звичаями Барсума, як Марс як називають Марс його мешканці.
Рас удосконалив техніку трансплантації мозку, яку використовує для того, щоб за винагороду забезпечувати багатих літніх марсіан новими молодими тілами. Не довіряючи своїм колегам-марсіанам, він навчає Пакстона як свого асистента, щоб той провів таку ж операцію і з ним. Але Пакстон закохався у Валла Діа, одну з молодих жертв Раса, чиє тіло підмінили на тіло відьми Ксакси, Джеддари (імператриці) міста-держави Фундал. Він відмовляється оперувати Рас, доки його наставник не пообіцяє повернути їй її справжнє тіло. Рас погоджується і отримує операцію. Тепер, не довіряючи своєму протеже, вчений планує його вбивство, але Пакстон тікає в компанії інших піддослідних жертв головного розуму і вирушає до Фундала, щоб знайти справжнє тіло Валли Діа. Рас застерігає Ксаксу від Пакстона, але групі врешті-решт вдається викрасти Джеддару і відмінити обмін мізками. Пізніше Рас вирушає на Фундал за допомогою у відновленні своєї острівної лабораторії, звідки його вигнали солдати з Тунола. Він застає Ксаксу поваленою, а союзника Пакстона Дар Таруса — новим Джеддаком. Тарус погоджується вигнати тунольців за умови, що Рас реформується і припинить торгівлю тілами.

## Подальші виступи
Пізніше Рас з'являється на поверхні в більш пізньому романі «Штучні люди Марса» (1939), до того часу він переніс свою базу в мертве місто Морбус на Туноліанських болотах. Там він експериментував із вирощування жахливих синтетичних людських істот, які називаються гормадами. Найрозумніші з них виступають проти нього та змушують його створити армію гормадів, щоб завоювати Барсум. Вони також змушують свого полоненого трансплантувати свій мозок у тіла ув'язнених нормальних марсіан. У Раса з'являється шанс змінити ситуацію, коли землянин Джон Картер, воєначальник Марса та принц Гелію, звертається за хірургічною допомогою для своєї дружини Деї Торіс, яка постраждала в аварії. Ув'язнений разом з Расом, Картер і його компаньйон Вор Дадж змовляються з ним проти гормадів. Вор Даю дають тіло одного з гормадів, щоб він шпигував за їхніми викрадачами; тим часом Картер і Рас тікають, повертаючись з великим флотом дирижаблів з Геліуму. Вор Дадж відновлюється, а Морбус, який охопила величезна маса ракової плоті гормада, знищується запалювальними бомбами. Потім Рас відновлює Вор Даджа в його первинному тілі.
Пізніше у романі «Джон Картер з Марса» (1940) показано, що один гормад, учень Раса П'ю Могел, втік із Морбуса та створив нову базу в мертвому місті Корвас, звідки він продовжує планувати завоювання світу за допомогою наукові навички, які він отримав від свого наставника. Його план зазнає поразки від Джона Картера.
Рас Тавас також з'являється в оповіданні Л. Спраг де Кампа про Гарольда Ши «Сер Гарольд із Зоданги» (1995), в якому він погоджується вести стрибаючого світу Гарольда Ши та його дружину Бельфебу в їхніх пошуках повернути їхню викрадену доньку Воглінду. Відтоді, як Пакстон пересадив свій мозок зі старого тіла в теперішнє, молоде і мужнє, йому важко пристосуватися до змінених суспільних очікувань, не кажучи вже про юнацькі поривання, притаманні його новій подобі. Протягом їхньої барсумської подорожі Ши успішно консультує невгамовного генія. У свою чергу, Рас допомагає Ши виграти дуель з убивцею, використовуючи свої надзвичайні розумові здібності, щоб змусити найманого вбивцю повірити, що він протистоїть шістьом Гарольдам, а не одному. Він також використовує свої медичні навички, щоб врятувати життя їхнього ворога Маламброзо, якого поранила Бельфебе.